# Knittelfeld

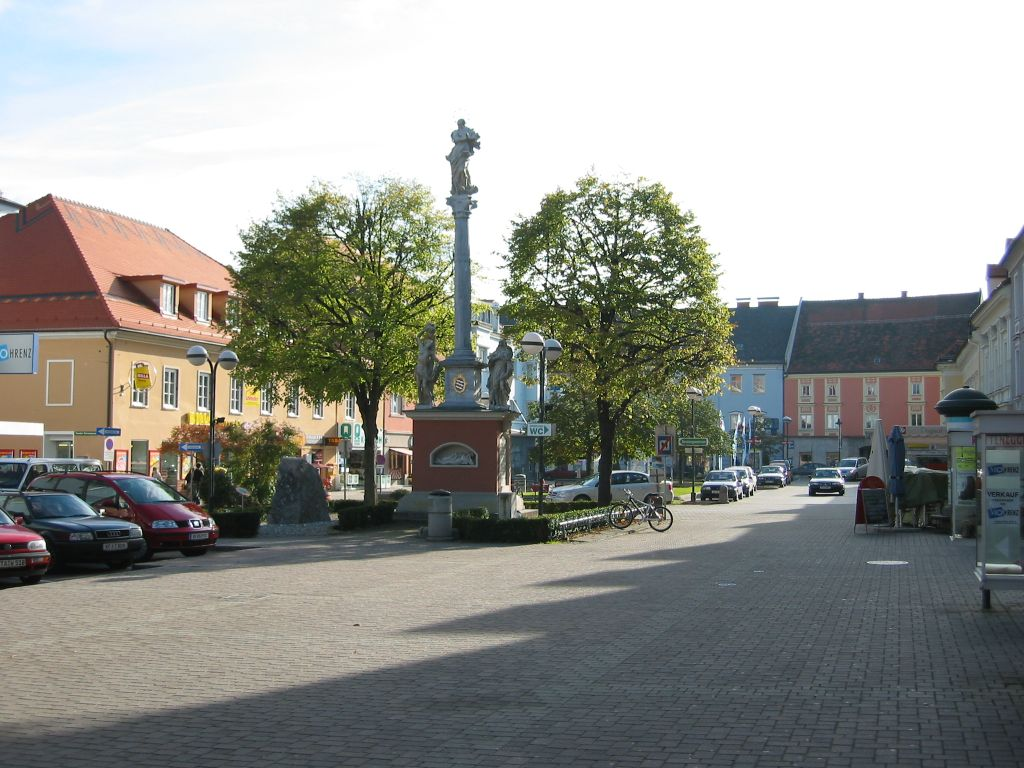
Knittelfeld (piaţa centrală)

Knittelfeld este un oraș situat în districtul Knittelfeld, landul Steiermark, Austria.
Cartierul "Neustadt" al orașului Knittelfeld are o istorie mai deosebită.
În Primul Război Mondial, în Steiermark s-au înființat mai multe lagăre pentru prizonieri, în care s-au construit barăci, și anume în Felbach, Wagna bei Leibnitz și în Knittelfeld.
Lagărul din Knittelfeld a fost proiectat pentru 30.000 de prizonieri de război și avea 220 de clădiri, în special barăci, dar și un bazin de înot, sursă proprie de alimentare cu apă și o vilă pentru ofițeri. Astăzi, această vilă aparține unui manager industrial. După intrarea Italiei în război, aici s-a înființat și un spital militar.
Spre deosebire de celelalte lagăre, care au fost demolate după război, acest adevărat "oraș în oraș", care avea mai mulți locuitori decât orașul propriu-zis, a rămas ca un nou cartier, cu numele de "Neustadt" (Orașul nou).
Knittelfeld a devenit notoriu datorită Loviturii de stat de la Knittelfeld a Partidului Libertății din Austria, care a avut loc pe 7 septembrie 2002, și care a dus la alegerile austriece din 2002.

## Rezidenți notabili
- Klaus Ambrosch (*1973), atlet la decatlon
- Gert Hofbauer (*1937), muzician și dirijor
- Marcel Ritzmaier (*1993), jucător de fotbal
- Stefan Rucker (*1980), ciclist
- Andi Siebenhofer (*1977), atlet de sporturi extreme și antreprenor
- Karl Troll (1923–1977), politician
- Lizzi Waldmüller (1904–1945), actriță
- Zoran Lerchbacher (*1972), jucător de darts
- Hermann Lichtenegger (1900-1984), luptător de rezistență, politician, Subsecretar de stat
- Harald Proczyk (*1975), pilot de curse